# Stuart Attwell
Stuart Attwell, né le 6 octobre 1982 à Nuneaton en Angleterre, est un arbitre international anglais de football.

## Biographie
Stuart Attwell a principalement arbitré des matchs de Premier League depuis qu'il est devenu le plus jeune arbitre à atteindre le plus haut niveau de l'arbitrage anglais en 2008. Rétrogradé en 2012, il a ensuite principalement arbitré en Football League. Il a retrouvé la Premier League en 2014.
Depuis 2009, il figure sur la liste de la FIFA et arbitre des matchs de football internationaux.
Lors du Championnat d'Europe des moins de 19 ans de 2011 en Roumanie, Attwell a arbitré deux matchs de groupe et la finale entre la République tchèque et l'Espagne (2-3 après prolongation).
Le 27 février 2022, Attwell a arbitré la finale de la Coupe de la Ligue anglaise de football 2021-2022 entre le Chelsea FC et le Liverpool FC, qui s'est décidée aux tirs au but après 22 tirs (0-0 a.p., 10-11 aux tirs au but).
En avril 2024, Attwell a été nommé arbitre vidéo pour le Championnat d'Europe 2024 en Allemagne.
Le 17 mai 2025, il arbitre la Finale de la Coupe d'Angleterre de football 2024-2025. 